# 覺羅雅爾哈善
覺羅雅爾哈善（穆麟德轉寫：gioroi yarhašan，1689年—1759年，康熙二十八年－乾隆廿四年），字蔚文，一字元長。清朝正紅旗滿洲覺羅，政治人物、將領，官至兵部尚書。

## 生平
雍正三年（1725年）繙譯舉人出身，授內閣中書。歷官軍機章京、內閣侍讀、內閣侍讀學士。乾隆三年（1738年），任通政使司通政使。四年（1739年）外放四川龍安府知府。乾隆六年（1741年）任江南松江府知府，次年改蘇州府知府。乾隆九年（1744年）升福建汀漳道，次年升福建按察使。乾隆十三年（1748年）署理江蘇巡撫，兼署兩江總督。乾隆十五年（1750年）署戶部右侍郎，兼工部左侍郎。乾隆十六年（1751年）出任浙江巡撫。乾隆十九年（1754年）升軍機大臣，歷戶部右侍郎、參贊大臣，兼鑲白旗滿洲都統、鑲藍旗滿洲都統。
乾隆十七年七月下旬發生在浙江長興縣的「匿名帖子」案件，《中研院歷史語言研究所藏明清內閣大庫檔案》中記載浙江巡撫雅爾哈善（？-1759）奏報的「匿名帖」案件，帖中文字內容主要是誣指楊明經與寡居弟婦蔣氏通姦，其妻陶氏嫉妒，楊明經毆傷陶氏，陶氏因此身故等事。
乾隆二十二年（1757年）授兵部尚書。
清軍出兵準噶爾時，在巴里坤駐軍。乾隆二十二年（1757年），派兵救援被準噶爾叛軍追擊的定邊右副將軍兆惠。九月戊戌，接替哈達哈，擔任清朝兵部尚書。乾隆二十三年（1758年）二月，授為靖逆將軍，自吐魯番西進，平定大小和卓之亂。八月，因攻打庫車不力，令霍集占遁走，被乾隆皇帝革職，押解至京師斬首。
在苏州知府任上，乾隆八年（1743）作《重修文正书院记》。与傅椿主修乾隆版《苏州府志》（乾隆13年（1748年）刻本）。

## 家庭及關聯
- 六世祖：索長阿（1523年－1584年），清興祖福滿三子，稱寧古塔貝勒。
- 五世祖：覺羅飛永敦（1557年－1583年），索長阿五子。
- 五世祖母：伊爾根覺羅氏，對齊巴彥之女，飛永敦繼妻。
- 高祖父：覺羅克春（1582年－1649年），飛永敦次子，功封騎都尉。
- 高祖母：棟鄂氏，尼堪戴注祜之女，克春嫡妻。
- 曾祖父：覺羅務喇納（1607年－1641年），克春長子，閑散。
- 曾祖母：棟鄂氏，吉穆巴孫之女，務喇納嫡妻。
- 祖父：覺羅務爾喀（1627年－1668年），務喇納長子，閑散。
- 祖母：棟鄂氏，司庫席翰之女，務爾喀嫡妻。
- 父：覺羅蘇庫（1653年－1740年），務爾喀五子，官至禮部尚書。
- 母：瓜爾佳氏，阿爾泰之女，蘇庫嫡妻。
- 雅爾哈善為蘇庫第三子。
- 子：覺羅武爾丹，官侍衛處三等侍衛；嫡妻鈕祜祿氏，湖廣總督愛必達之女。

## 外部連結
- 雅爾哈善 （页面存档备份，存于） 中研院史語所

| 官衔          | 官衔                                                                                      | 官衔          |
| ------------- | ----------------------------------------------------------------------------------------- | ------------- |
| 前任： 傅椿   | 松江府知府 乾隆六年－同年                                                                 | 繼任： 杨缵绪 |
| 前任： 哈達哈 | 清朝兵部滿尚書 乾隆二十二年九月戊戌 - 乾隆二十三年七月乙巳 1757年10月21日 - 1758年8月24日 | 繼任： 都賚   |